# Kostków
Kostków – wieś w Polsce położona w województwie podkarpackim, w powiecie jarosławskim, w gminie Jarosław.
W latach 1975–1998 miejscowość administracyjnie należała do województwa przemyskiego.

## Części wsi
| SIMC    | Nazwa    | Rodzaj     |
| ------- | -------- | ---------- |
| 0603098 | Króby    | część wsi  |
| 0603106 | Wielgosy | przysiółek |

## Historia
Początki miejscowości zaczęły się od folwarku Kostków (nazwany tak od nazwiska założycieli), w którym powstały zabudowania obszaru dworskiego. Teren ten należał do Manasterza (Wielgosy) i Nielepkowic (Kostków).
W 1921 roku w Wielgosach było 39 domów, a w Kostkowie 31 domów. Wierni Wielgosów i Kostkowa należeli do rzymskokatolickiej parafii w Wiązownicy, a od 1924 roku do nowo utworzonej parafii w Wólce Pełkińskiej (Wielgosy e pago Manasterz. 141 wiernych).
11 września 1948 roku rozporządzeniem wojewody rzeszowskiego utworzono nową wieś Kostków o powierzchni 850 ha, z połączenia przysiółków Kostków i Wielgosy.
W 1984 roku zbudowano kościół filialny pw. Dobrego Pasterza, który w 1987 roku został przydzielony do parafii Łazy Kostkowskie.

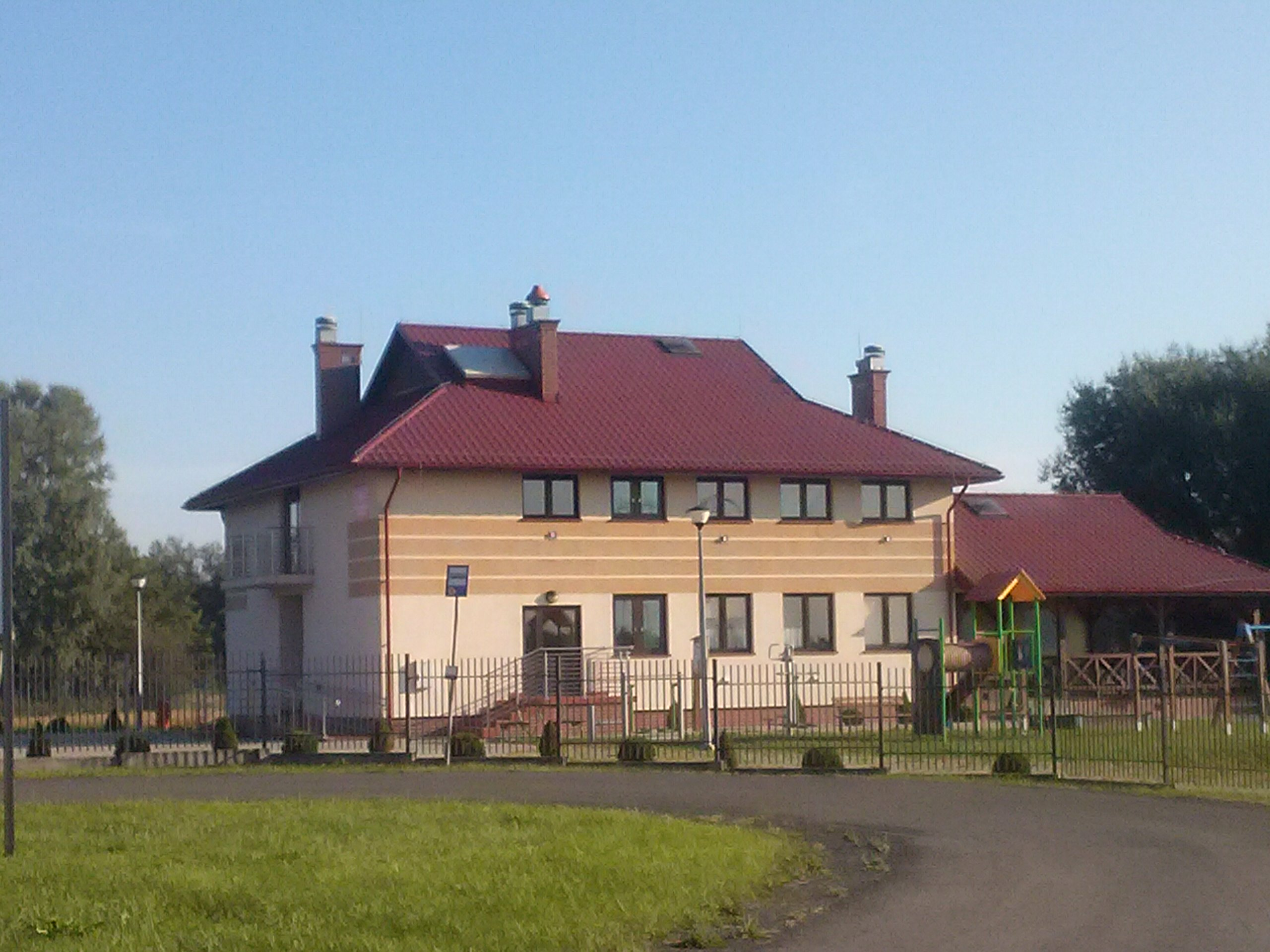
Świetlica wiejska